# 한국화이바 프리머스
프리머스(PRIMUS)는 한국화이바 차량사업부에서 제작한 저상버스다. 2009년 11월 25일 충청북도 청주시의 시내버스 업체 동일운수에서 처음 반입되었으며 2013년까지 총 사업비 430여억 원을 투입해 15,000여 대를 생산하였다. 경상남도 밀양시 상남면 연금리 한국화이바 공장에서 생산되었다.
천연가스버스 외에는 전기버스로 몇 대가 제작됐다.
2014년에 후속 모델인 화이버드(FIBIRD)가 출시되어 단종되었다.

## 개발 과정
2005년 건설교통부의 주관으로 대한민국형 저상버스 개발 사업에 착수하였다. 차량의 제작사인 한국화이바에서 총 105억 원의 연구 사업비가 투자되었고, 2008년까지 3년간의 개발 기간을 거쳤다. 초저상 차축의 국산화와 차체경량화를 통한 연료비 절감 그리고 도시별 고유 모델의 보급으로 친환경 버스 운행 시스템을 구축하고 또한 확대 보급으로 인한 시내버스의 표준화를 개발 목표로 삼았다.
개발이 끝난 뒤인 2008년 11월은 국가 연구 개발 사업의 성과를 바탕으로 마련한 한국형 저상버스의 기준이 될 주요 사양과 적용 시기를 명시한 저상버스 표준모델 기준을 공고하였고, 1년 간의 차량 제작 준비 기간을 거쳤다.
이듬해인 2009년은 저상버스 표준 모델의 양산 체계를 구축하여 2,000만원가량 저렴한 가격으로 저상버스 보급 사업의 활성화를 추진해왔고 같은 해 11월에 프리머스가 첫 선을 보이게 되었다.

## 주요 특징
- CNG 연비 기준 명시 : 현재 대부분 3km/m3 초중반 수준인 CNG 저상버스의 연비를 4.3km/m3로 상향 조정하여 차량 유지비를 절감할 수 있도록 하였다.
- 후부 통로면 높이와 앞문 폭 확대 : 뒷문에서 차량 가장 뒤쪽 좌석까지의 이동 통로인 후부 통로면의 높이를 1.9m 이상으로 하며 앞문 폭을 90cm 이상[2]으로 확보하여 차량 내부에서의 이동 편리성과 안전성을 높였다.
- 휠체어 고정 장치 개수 증가 등 편의 및 안전 장치 확충 : 일반과 전동 휠체어 모두를 고정할 수 있는 휠체어 고정 장치를 2개 이상 설치하고 통로쪽 좌석에 대한 좌석 팔걸이와 발 끼임 방지 장치 등을 갖추도록 규정하였다.
- 차량 외부 디자인 : 도시 미관을 향상시키고 지자체나 운수업체의 의견을 반영할 수 있는 디자인을 적용할 수 있도록 해 획일적인 박스형 외관에서 탈피할 수 있을 것으로 예상된다.
- 차량을 반입 시 기본적인 사양으로 승무원석 보호격벽[3]과 LED 전광판이 전면과 측면에 설치되며 2009년 반입분은 앞쪽 5매는 통유리, 뒤쪽 4매는 2/3 하부개폐창, 측면 LED 전광판이 출입문 왼편 통유리 상단에 있었으나 2010년 반입분부터는 9매 모두 2/3 하부개폐창으로 변경 반입되는데 이 과정에서 측면 LED 전광판이 출입문 왼편 2/3 하부개폐창 상단으로 내려오게 된다. 또한 같은 해 여름에는 2009년 반입분의 측면 LED 전광판 위치조정 없이 통유리를 2/3 하부개폐창으로 교체하였고 일부 차량의 싸이드미러를 토끼귀 형식에서 일반 형식으로 교체하는 차량도 있는가 하면 2012년 후반부 이후에 제작되는 차량의 중간문이 전문과 동일하게 제작되기도 했다.
- 단, 창원 마인버스에서는 기존 창원시의 시내버스의 행선판을 설치하기 때문에 측면 LED 전광판을 탈착하고 전면행선판만 부착하여 운행중이며 창원시가 측면 LED를 지원할 때 다시 부착할 예정이다. 창원 마인버스, 청주 동일운수[4], 서울 북부운수의 경우 다른 한국화이바 프리머스 반입 업체와 달리 후면 LED 전광판을 사용하는 업체이기도 하다. 한편 2013년 초 경상북도 경주시의 새천년미소[5]가 시내에서 불국사를 순환하는 노선에 3대를 투입하였고, 이후 경주역과 용강동을 잇는 노선에는 기존의 전면, 측면 외에 후면에도 LED를 장착한 신모델 6대를 도입하여 상용 중에 있다.
- 인천 성원운수에서는 국내 최초로 마을버스에 이 차량을 반입하였다.
- 디젤 연료는 원천적으로 선택 불가하다.
- 2014년은 세계 최초로 경상북도 구미시에서 e-프리머스 무선충전 온라인 전기저상버스의 운행을 시작했으며, 일선교통과 구미버스에서 1대씩 운용했다. 이 모델을 끝으로 프리머스는 단종되고, 2013년 말에 이전한 함양공장에서 화이버드가 후속 모델로 생산 중이다. 경상북도 시내버스 최초의 전기버스였으나 플러그인식은 아니었으며, 도 내에서 플러그인식은 2020년 7월에 포항시의 코리아와이드포항에서 첫 도입했다. 같은 시기에 구미의 무선충전식 프리머스는 잦은 잔고장으로 2020년 7월에 운용이 중지된 후, 모두 폐차됐다.
- 2015년은 세종특별자치시에서 e-프리머스 무선충전식 전기저상버스의 운행을 시작하였다. 212번 노선과 213번 노선에서 운행했으나, 잔고장과 방전 문제로 2016년에 운행이 중지된 후 퇴역했다.

## 사양
엔진, 섀시를 제외한 주요 내외장 부품은 한국화이바의 초경량 복합제인 유리 섬유로 생산되었으며, 단위는 밀리미터(mm)로 구성되어 있다.
- 전장 : 11,055
- 전폭 : 2,485
- 전고 : 3,265
- 윤거 : 전 - 2,116 / 후 - 1,854
- 축거 : 5,400
- 타이어 사양 : 275/70R22.5 - 16PR
- 변속기 : 6단 자동변속기
- 최고 출력 : 290마력 / 2,200rpm
- 형식 : GE12A

## 차량 보유 회사
현재 아래의 업체에서 이 차량을 반입하여 운행하고 있다.
- 부산광역시 : 김해국제공항 공항순환 셔틀버스, 부산진구 장애인복지관 셔틀버스
- 강원특별자치도 : 춘천시 장애인복지관 무료셔틀버스
- 충청남도 : 천안 독립기념관 구내 유료 셔틀버스

## 경쟁 차종
현대자동차
- 현대 초저상 슈퍼에어로시티
- 현대 저상 뉴 슈퍼에어로시티
- 현대 블루시티
- 현대 수소 일렉시티
- 현대 일렉시티

자일대우버스
- 자일대우 NEW BS110
- 자일대우 NEW BC211

우진산전
- 우진산전 아폴로 900
- 우진산전 아폴로 1100

하이거 버스
- 하이거 하이퍼스

비야디 자동차
- 비야디 K9

## 사진

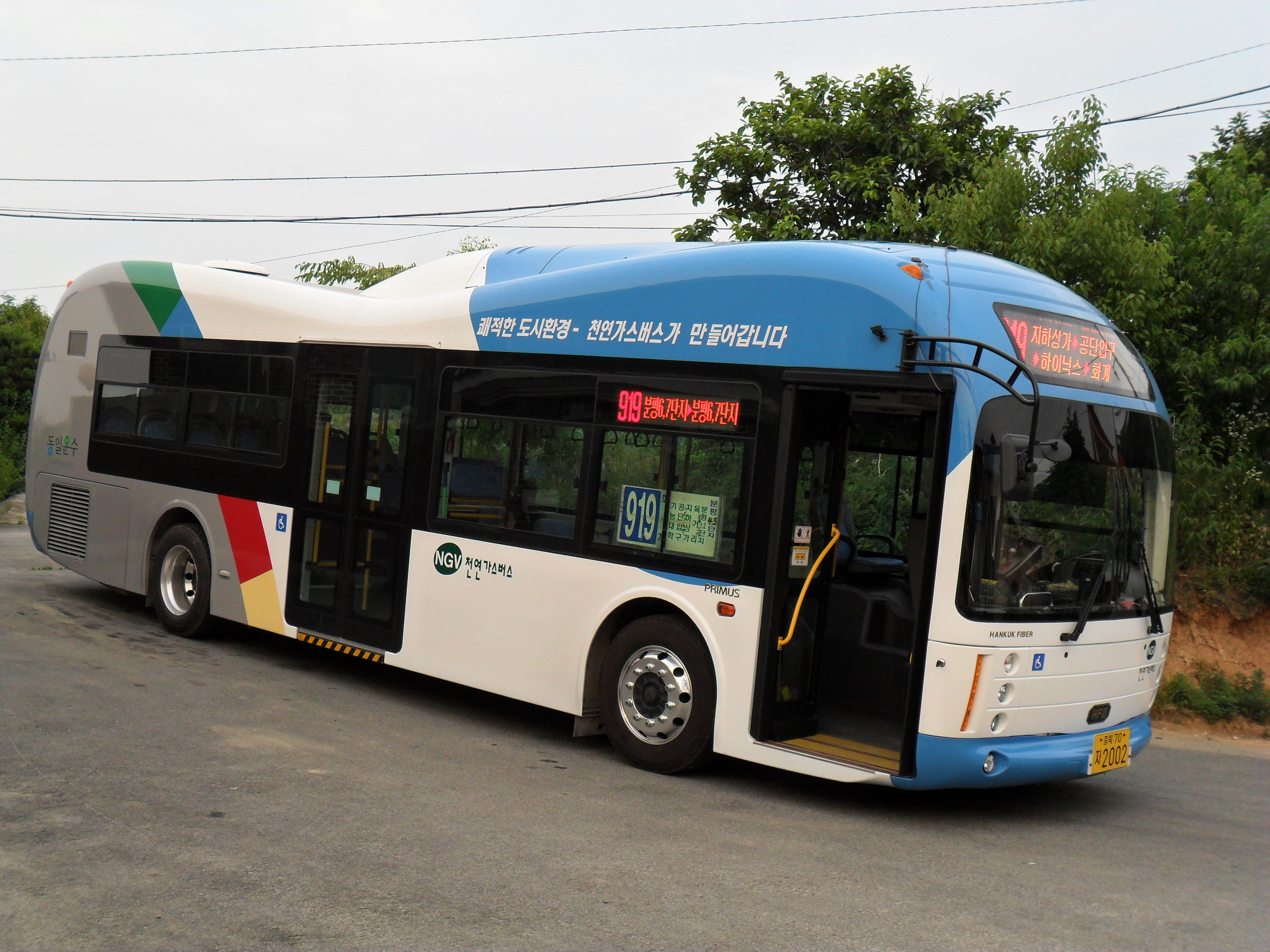
청주시내버스로 운행중인 차량.
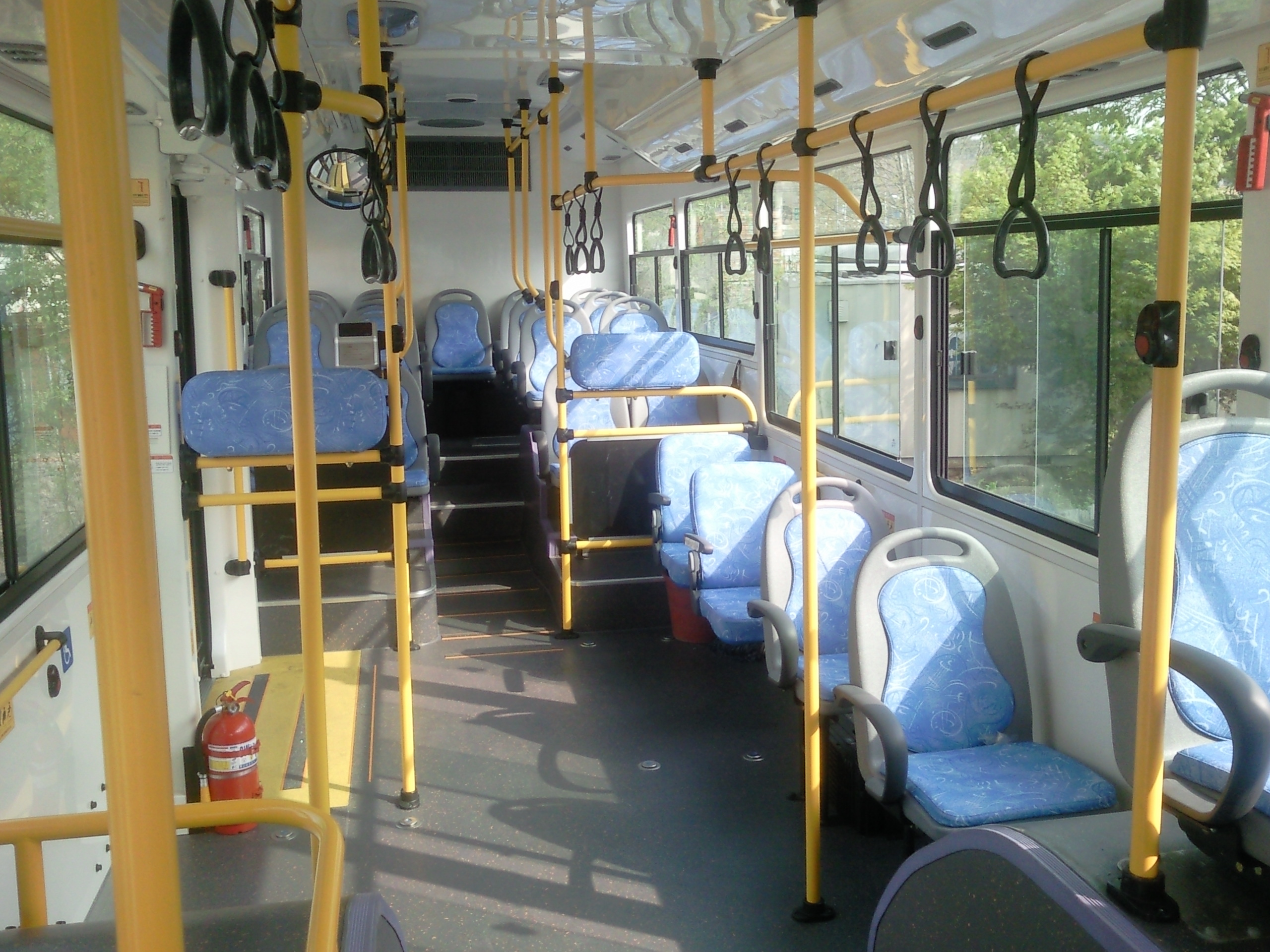
차량 내부
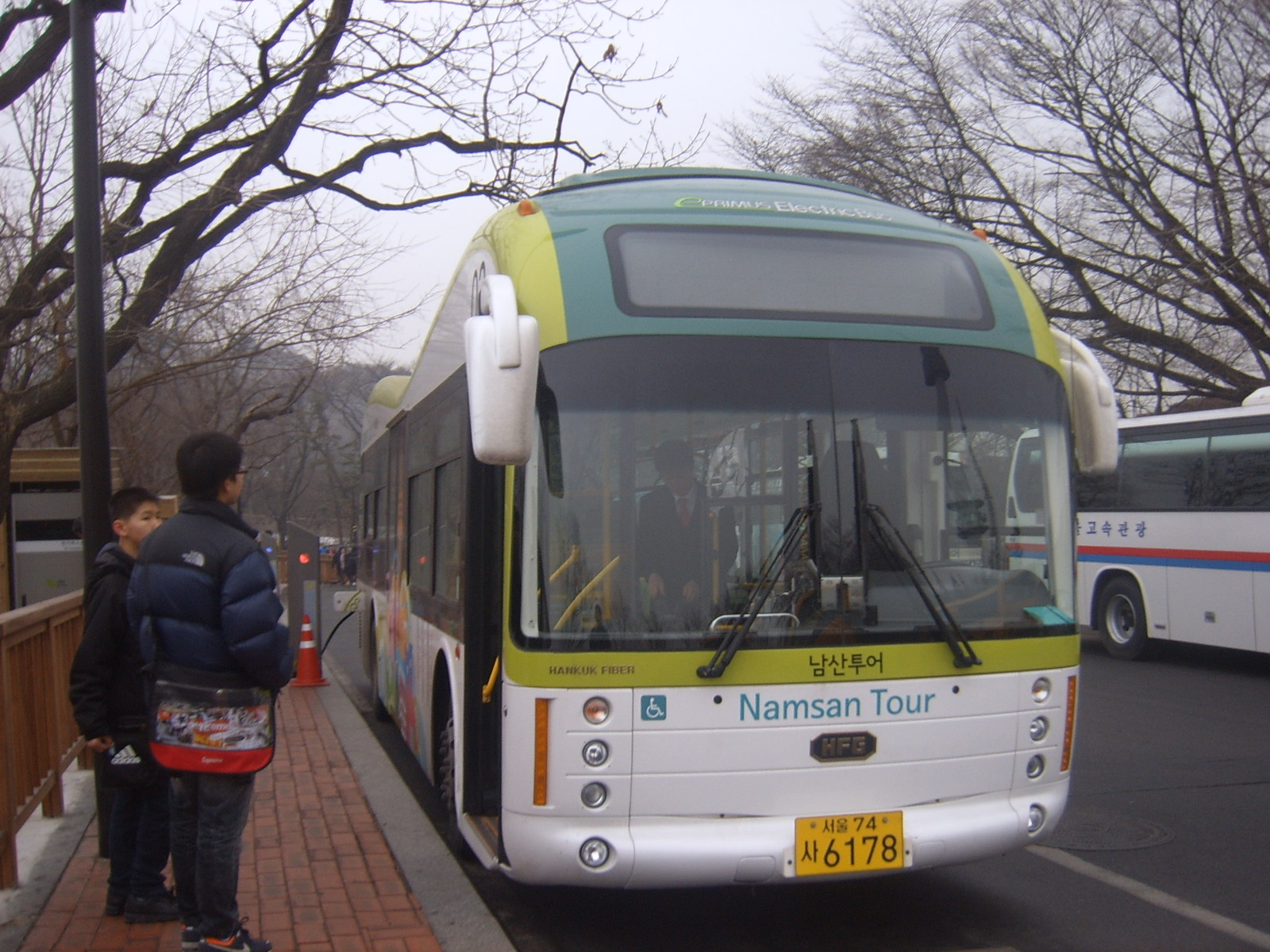
2010년 서울특별시 소속 북부운수의 전기 프리머스 버스.
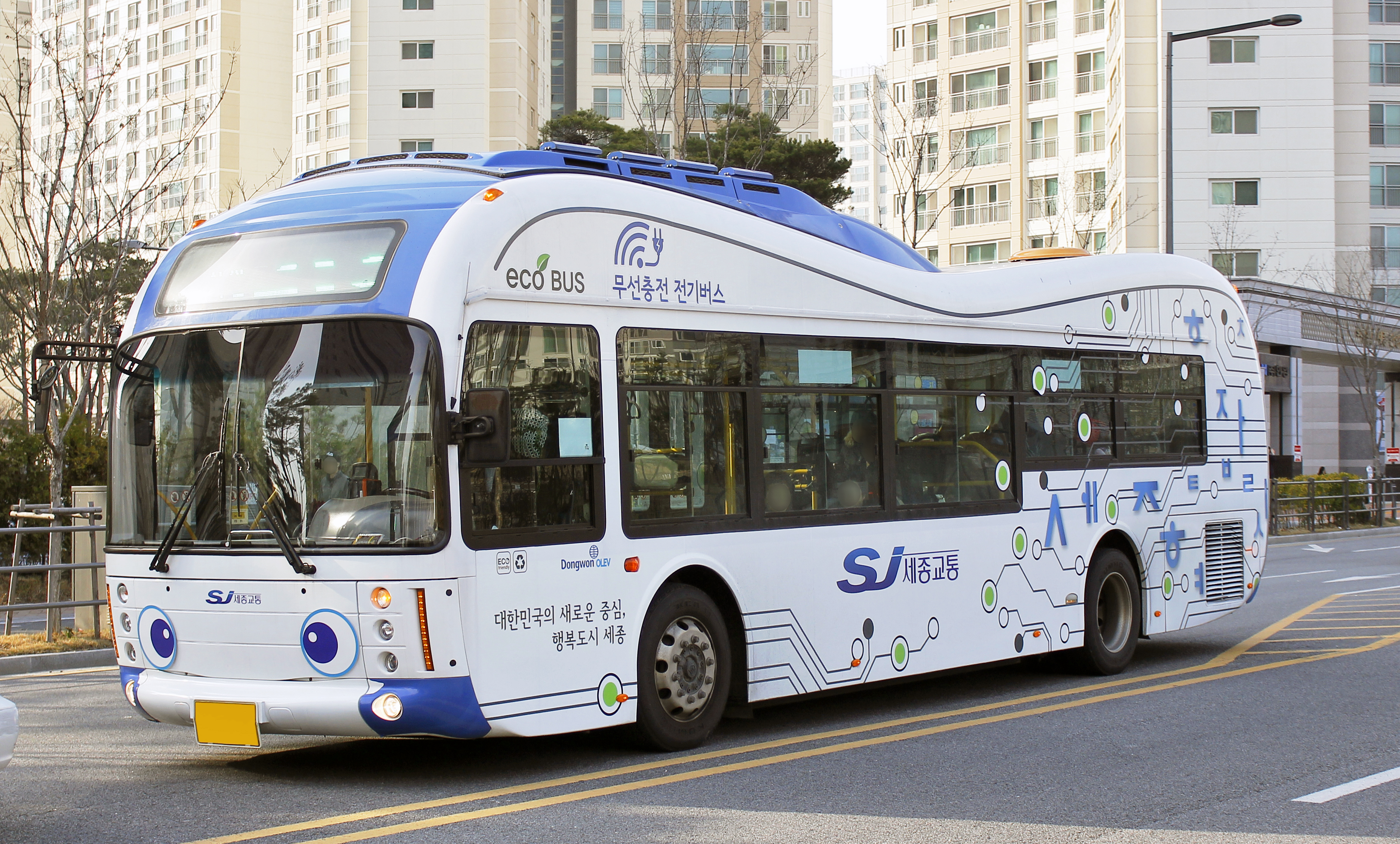
온라인 전기자동차(OLEV) 프리머스